# Fouquet (cràter)
Fouquet és un cràter d'impacte en el planeta Venus de 47,8 km de diàmetre. Porta el nom de Marie Fouquet (1590-1681), metgessa, escriptora i filantropa, i el seu nom va ser aprovat per la Unió Astronòmica Internacional el 1994.